# Love in Portofino
Albums de Dalida
Le Disque d'or de Dalida
(1959) Les Enfants du Pirée
(1960)
Love in Portofino est le sixième album, en français, anglais et italien, de la chanteuse Dalida, publié en décembre 1959, par Barclay Records (numéro de catalogue  80 115 Ⓜ.

## Liste des pistes
Barclay - 80 115.
| 1. | Love in Portofino (A San Cristina)        | Fred Buscaglione, Jacques Larue & Leo Chiosso | 3:15 |
| 2. | C'est ça l'amore                          | Jean Broussolle & Pino Massara (it)           | 2:56 |
| 3. | Adonis                                    | Fernand Bonifay & George Goehring             | 2:20 |
| 4. | Pilou Pilou Hé (Au pays qu'à un joli nom) | Gilbert Bécaud & Louis Amade                  | 2:20 |
| 5. | Marina                                    | Jean Broussolle & Rocco Granata               | 2:00 |

| Face B | Face B                                  | Face B                                                    | Face B | Face B | Face B | Face B | Face B | Face B | Face B |
| No     | Titre                                   | Auteur                                                    | Durée  |        |        |        |        |        |        |
| ------ | --------------------------------------- | --------------------------------------------------------- | ------ | ------ | ------ | ------ | ------ | ------ | ------ |
| 1.     | Ne joue pas                             | A. J. Marotta, Guy Hemric & Jean Constantin               | 1:46   |        |        |        |        |        |        |
| 2.     | Luna Caprese                            | Georges Gosset & Luigi Ricciardi                          | 3:22   |        |        |        |        |        |        |
| 3.     | J'ai rêvé                               | Bobby Darin & Georges Aber                                | 2:55   |        |        |        |        |        |        |
| 4.     | La chanson d'Orphée (Manhã de Carnaval) | Antônio Maria, François Llenas, Luiz Bonfá & Marcel Camus | 2:50   |        |        |        |        |        |        |
| 5.     | Elle, lui et l'autre                    | Albert Beach, Guy Wood & René Rouzaud                     | 2:38   |        |        |        |        |        |        |
| 25:57  |                                         |                                                           |        |        |        |        |        |        |        |

## Singles
- 1959 : La chanson d'Orphée
- 1959 : Ne joue pas
- 1959 : Love in Portofino
- 1959 : Luna Caprese